# Frédérique Lagarde
Pour les articles homonymes, voir Lagarde.
Frédérique Lagarde est une pianiste française.

## Biographie
Après sa formation au Conservatoire national supérieur de musique et de danse de Paris, elle a fondé avec Philippe Portejoie en 1986 un duo saxophone-piano qui a donné des centaines de concerts dans le monde et a été lauréat de la Fondation Menuhin en 1990 et prix de la meilleure formation française au Concours international de musique de chambre de Paris en 1992. Ce duo est dédicataire de très nombreuses œuvres de compositeurs dont Pierre-Max Dubois, Lucie Robert-Diessel et Richard Phillips. 
En soliste ou en duo, Frédérique Lagarde a participé à diverses émissions de Radio France et enregistré de nombreux disques.

## Discographie partielle
- Saxophone et Piano (Maurice Ravel, Pierre-Max Dubois, Paule Maurice, Alfred Desenclos, Roger Boutry, Lucie Robert-Diessel, Alain Margoni), duo Portejoie-Lagarde, Collection Musique française du XXe siècle, 1992, Chamade, CHCD 5604
- Dédicaces pour saxophone et piano, Disques Pierre Verany, 1996, avec Frédérique Lagarde, Sylvie Hue et Fusako Kondo ; contient entre autres œuvres contemporaines Cinq préludes pour piano et saxophone alto de Roger Lersy.
- Contre-chant, Musique française du XXe siècle (Francis Poulenc, Jacques Castérède, Roger Boutry, Nicolas Bacri, Pierre Sancan), avec la clarinettiste Sylvie Hue, Le Chant de Linos, 2008, CK 09039
- Carte blanche au compositeur Dominique Probst (Debussy, Kodaly, Poulenc, Kosma, Probst), avec Tatiana Probst (soprano), Patricia Nagle (flûte), Frédérique Lagarde (piano) et Dominique Probst (percussion), 2008, Fondation Hippocrène.
- Jonction, etc (Timothy Hayward, Roger Boutry, Richard Phillips, Joe Makholm, Lucie Robert-Diessel, François Rossé), duo Portejoie-Lagarde, Believe/Corelia, 2009, CC874707

## Pour approfondir